# Soukromá zpráva

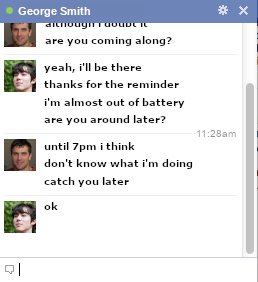
Soukromá konverzace na Facebooku

Soukromá zpráva je typ online chatu, při kterém dochází mezi dvěma či více osobami k internetové komunikaci (zejména textové), jejíž obsah je určen pouze úzkému okruhu účastníků dané konverzace. Liší se tak od příspěvků, které jsou zveřejňovány typicky na sociálních sítích, a které si může přečíst zpravidla kdokoliv z široké veřejnosti.
Možnost odesílat soukromé zprávy existuje v souvislosti s nástupem internetu již od konce 20. století. Funkci zasílání soukromých zpráv lze nalézt na IRC platformách, různých sociálních sítích nebo na různých internetových fórech. Při zasílání soukromých zpráv je zpravidla používána technologie zvaná instant messaging.
Samotný pojem soukromá zpráva (anglicky private message, zkatkou PM) byl poprvé použit na platformě Facebook Messenger, anglický termín direct message se zkratkou DM (česky přeložitelné jako přímá zpráva) pak poprvé na svých stránkách použila sociální síť Twitter. Pojem direct message se poté obecně ujal i na dalších platformách, například na Instagramu. Některé aplikace se na zasílání soukromých a navíc i šifrovaných zpráv přímo zaměřují.